# Hossainpur
Hossainpur (en bengali : হোসেনপুর) est une upazila du Bangladesh dans le district de Kishoreganj. En 1991, on y dénombrait 148 028 habitants.